# Atkafisk
Atkafisk (Pleurogrammus monopterygius) är en fiskart som först beskrevs av Pallas, 1810.  Atkafisk ingår i släktet Pleurogrammus och familjen Hexagrammidae. Inga underarter finns listade.

## Bildgalleri

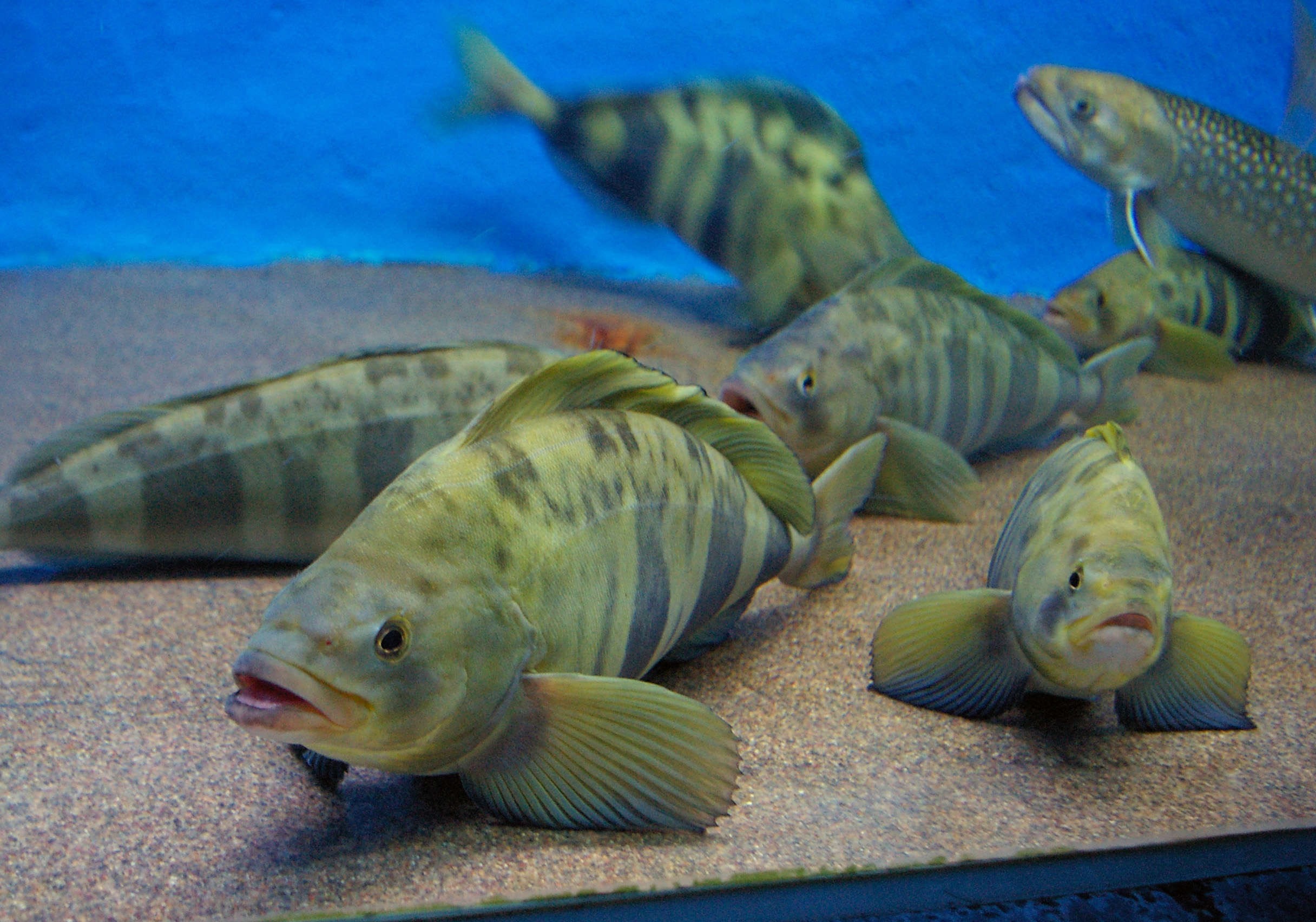
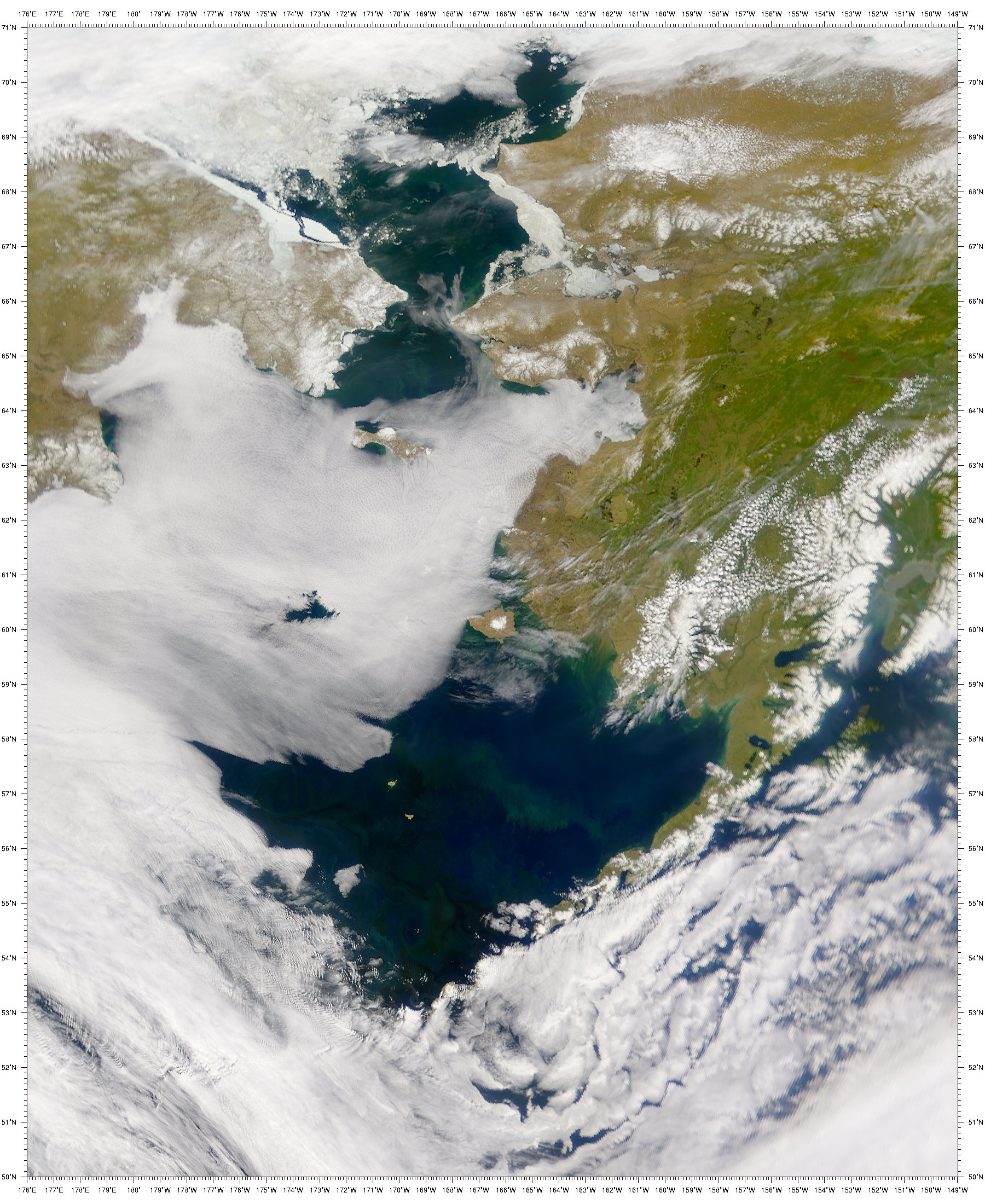